# راي ك. أوسبورن
راي ك. أوسبورن (بالإنجليزية: Ray C. Osborne)‏ هو محامي وسياسي أمريكي، ولد في 7 سبتمبر 1933 في وينستون-سالم في الولايات المتحدة، وتوفي في 3 مارس 2011 في بوكا راتون في الولايات المتحدة. حزبياً، نشط في الحزب الجمهوري. وقد انتخب عضو مجلس نواب فلوريدا.